# Naburn
Naburn est un village et une paroisse civile du Yorkshire du Nord, en Angleterre. Il est situé à six kilomètres de la ville d'York, sur la rive est de la rivière Ouse. Administrativement, il relève de l'autorité unitaire de la Cité d'York. Au recensement de 2011, il comptait 516 habitants.
Jusqu'en 1996, Naburn relevait du district de Selby.

## Étymologie
Naburn pourrait provenir du vieil anglais naru « étroit » et burna « cours d'eau ». Ce nom est attesté sous la forme Naborne dans le Domesday Book, à la fin du XIe siècle.